# مختبر البحوث السلوكية والتفكير النقدي الإبداعي
تم تأسيس مختبر البحوث السلوكية والتفكير النقدي الإبداعي (ELYADAL) في مارس عام 2002 كفرع في كلية الاقتصاد والعلوم الإدارية في جامعة باسكنت في أنقرة بتركيا. إن الأكاديميين والطلاب في التخصصات المختلفة مثل علم النفس والعلوم الاجتماعية وفلسفة العلوم والمنهج العلمي والعلوم السياسية والإدارة والاقتصاد مدعوون لتطبيق المنهج العلمي وتقديم التطبيقات العلمية التي ترتبط بسلوك الإنسان كما يظهر ذلك جليًا في سياقات مختلفة. ويمكن تلخيص منظور مختبر (اليادال) الخاص بالتقصي العلمي بوصفه «نشرًا للمعرفة العلمية التي تراكمت عن طريق اتباع الفضول من خلال طرح التساؤلات والإجابة عنها باستخدام وسائل المنهج العلمي».
يوجد فرعان للمختبر من أجل تنظيم الاهتمامات في موضوعين شاملين. الفرع الأول يتعلق بإجراء البحوث على التفكير النقدي والإبداعي ووضع البرامج للتدرب عليه وتقديم المعلومات عنه من أجل الطلاب وأعضاء هيئة التدريس والمنظمات. ويتم تنظيم الفرع الثاني حول السلوك ومقدماته ونتائجه ويتم تشجيع الأبحاث التي تم إجراؤها بطريقة متعددة التخصصات.

## معلومات تاريخية موجزة
بدأت عملية التأسيس في مارس عام 2002 وقد دعت مجموعة من الأكاديميين زملاءهم وطلابهم إلى المشاركة في تأسيس المختبر الجديد. وبعد عقد سلسلة من الاجتماعات مع المشاركين المبدئيين بدأت مجموعة المختبر للأبحاث أنشطتها في أبريل عام 2002. ومن أجل اختبار وتشكيل التفاعل الخاص بالمجموعة تم إنشاء ثلاث مجموعات فرعية للعمل بشكل مستقل على ثلاثة موضوعات من الموضوعات التي تحظى بالاهتمام. وقد تم اختيار هذه الموضوعات بحيث لا يكون لدى أي عضو من أعضاء المجموعات معرفة سابقة متعمقة بهذه الموضوعات أو تعليم رسمي عنها، مما يؤدي إلى المساواة في عدم احترافية الأعضاء في البداية. والموضوعات التي تم تناولها هي باي (Pi) في الرياضيات ومستعمرة الكائنات المجهرية فولفوكس (Volvox) في الأحياء والثقب الأسود في الفيزياء. وقد تم نشر الدراسات التي أجرتها المجموعات في المجلة العلمية الشهيرة آنذاك والتي سميت بايفولكا (PiVOLKA) (وهو اسم مستمد من مقاطع من أسماء الموضوعات الثلاثة). ثم أصبحت دراسات المجموعة المصغرة حول المسائل العلمية الطبيعية عقبة كئودًا في سبيل اختيار الملتحقين المحتملين وأصبحت (بايفولكا) مصدرًا للنشر ومنتدًى مفتوحًا للطلاب والأكاديميين في الجامعات الأخرى كذلك.
تشمل الدراسات المستمرة لأعضاء المختبر التفكير النقدي وأبحاث ومؤلفات علم النفس الاقتصادية والسياسية وأوراق المعاهدات ومجلة (بايفولكا) الفصلية العلمية التي تمت مراجعتها بواسطة الأقران وكتيب حول مناهج البحث والكتابة الأكاديمية وكتيب عن الإحصاءات والندوات وجماعات الخبراء في مختلف الموضوعات.
لدى المختبر 28 ورقة بحثية تم نشرها في صحف متنوعة و33 ورقة بحثية يتم تقديمها في مختلف الندوات والمؤتمرات و16 محادثة يتم بثها في وسائل الإعلام حول علم النفس وعلم النفس الاجتماعي والتفكير النقدي والتفكير الإبداعي والعلوم في مقابل العلوم الزائفة وغيرها.

## الإصدارات المنشورة المختارة
- بايفولكا (2002-2006) - مجلة فصلية علمية تمت مراجعتها بواسطة الأقران
- جداول المعادلات الإحصائية (2005) - كتيب
- قواعد مناهج البحث والكتابة الأكاديمية (2002، 2004) - كتيب
- الإدراك الحسي لإدمان المخدرات - تم نشرها في صحيفة سلوكيات الإدمان (Journal of Addictive Behaviors) (2005)
- وضع نظريات الاكتئاب - تم نشرها في صحيفة السلوك الاجتماعي والشخصية (Journal of Social Behavior and Personality) (2003)

## وصلات خارجية
- Lay theories of causes of and cures for depression in a Turkish university sample in Social Behavior and Personality
- University Students' Perceptions of, and Explanations for, Infidelity: The Development Of The Infidelity Questionnaire (INFQ) in Social Behavior and Personality